# Мечеть Хазрат Умар
Мечеть Хазрат Умар (туркм. Hezreti Omar metjidi) — крупная мечеть в Ашхабаде.
Вместимость составляет 3000 человек. Мечеть расположена в микрорайоне Парахат-7.

## История
Мечеть была построена по приказу президента Гурбангулы Бердымухаммедов. Строительство вела компания Aga Gurluşyk для религиозной организации Hoja Ahmet Ýasawy.
Церемония открытия мечети состоялась 26 сентября 2018 года.

## Архитектура
Общая площадь мечети составляет 13 000 м². Высота центрального купола от уровня основания мечети составляет 40 м, небольшие купола - 23 м. Четыре минарета достигают высоты 63 м от фундамента.
В качестве материала использовали мрамор, гранит, ценные виды древесины. На стенах мечети расположены суры Корана, занимая особое место в украшении мечети.
Молитвенный зал предназначен для одновременного участия в молитве до 3000 человек. Верхний этаж предназначен только для женщин.
На территории мечети есть специальное здание для садака, ритуальных церемоний и парковки.